# Roy Arbogast
Roy Howard Arbogast (* Montana, Vereinigte Staaten) ist ein Spezialeffektkünstler. 1978 war er für den Oscar für die Besten visuellen Effekte für Unheimliche Begegnung der dritten Art nominiert.

## Leben
Er zog im Alter von sechs Jahren nach Kalifornien, wo er auch aufs College ging. Seinen ersten Job beim Film hatte er als Bühnenarbeiter bei einem Film mit Doris Day und Rock Hudson. Im Spielfilm Der weiße Hai war er erstmals im Bereich der Spezialeffekte tätig. 1977 arbeitete er an Steven Spielbergs Unheimliche Begegnung der dritten Art, für den er gemeinsam mit Gregory Jein, Douglas Trumbull, Matthew Yuricich und Richard Yuricich für den Oscar für die Besten visuellen Effekte nominiert war.
In den folgenden 20 Jahren war er als VFX Supervisor an Filmen wie Die Rückkehr der Jedi-Ritter, Auf der Flucht und Hinter dem Horizont beteiligt.

## Filmografie (Auswahl)
- 1975:  Der weiße Hai (Jaws)
- 1976:  Embryo
- 1977:  Unheimliche Begegnung der dritten Art (Close Encounters of the Third Kind)
- 1978:  Der weiße Hai 2 (Jaws 2)
- 1981:  Caveman – Der aus der Höhle kam (Caveman)
- 1981:  Die Klapperschlange (John Carpenter’s Escape from New York)
- 1981:  Die unglaubliche Geschichte der Mrs. K. (The Incredible Shrinking Woman)
- 1982:  Das Ding aus einer anderen Welt (John Carpenter’s The Thing)
- 1983:  Christine (John Carpenter’s Christine)
- 1983:  Die Rückkehr der Jedi-Ritter (Return of the Jedi)
- 1984:  Starman (John Carpenter’s Starman)
- 1985:  Silverado
- 1986:  ¡Drei Amigos! (¡Three Amigos!)
- 1988:  Sie leben (John Carpenter’s They Live)
- 1988:  Midnight Run – Fünf Tage bis Mitternacht (Midnight Run)
- 1989:  Detroit City – Ein irrer Job (Collision Course)
- 1990:  Der Harte und der Zarte (Loose Cannons)
- 1990:  Ich liebe Dich zu Tode (I Love You to Death)
- 1991:  Die nackte Kanone 2½ (The Naked Gun 2½: The Smell of Fear)
- 1991:  Tod im Spiegel (Shattered)
- 1993:  Auf der Flucht (The Fugitive)
- 1993:  Die Abenteuer von Huck Finn (The Adventures of Huck Finn)
- 1994:  Am wilden Fluß (The River Wild)
- 1994:  Puppet Masters – Bedrohung aus dem All (The Puppet Masters)
- 1995:  Das Dorf der Verdammten (John Carpenter’s Village of the Damned)
- 1996:  Außer Kontrolle (Chain Reaction)
- 1996:  T2 3-D: Battle Across Time
- 1997:  Dante’s Peak
- 1998:  Hinter dem Horizont (What Dreams May Come)
- 1999:  Carrie 2 – Die Rache (The Rage: Carrie 2)
- 2001:  Animal – Das Tier im Manne (The Animal)
- 2002:  Meister der Verwandlung (The Master of Disguise)